# Тяхти, Анникки
Айри Анникки Тяхти-Тиенсуу (фин. Airi Annikki Tähti-Tiensuu, более известная как Анникки Тяхти, фин. Annikki Tähti; 5 декабря 1929, Хельсинки – 19 июня 2017, Вантаа) — финская певица, исполнительница шлягеров.
Родилась 5 декабря 1929 года в рабочем районе Каллио в городе Хельсинки. С 1952 года пела на эстраде. Жанры, в которых она выступала — свинг, латиноамериканские ритмы, вальс и танго. В 1954 году спела песню Muistatko Monrepos («Помнишь ли ты Монрепо?»), которая впервые в Финляндии побила рекорды продаж, попав в «золотые диски». Популярность песни, посвящённой парку Монрепо под Выборгом, отчасти была связана с волной ностальгии о потерянных территориях в Карелии и Ленинградской области во время Зимней войны 1939—1940 гг. В том же году исполнила ещё одну популярную песню, Pieni sydän («Маленькое сердце»). 50 лет спустя сыграла небольшую роль в фильме Аки Каурисмяки «Человек без прошлого» (2002), где также исполнила песню «Помнишь ли ты Монрепо?».
Была замужем за Пентти Тиенсуу, дирижёром оркестра, с которым она выступала в 1957—1967 гг. В браке родился сын Юкка Тиенсуу (1960).